# Inn (rivier)

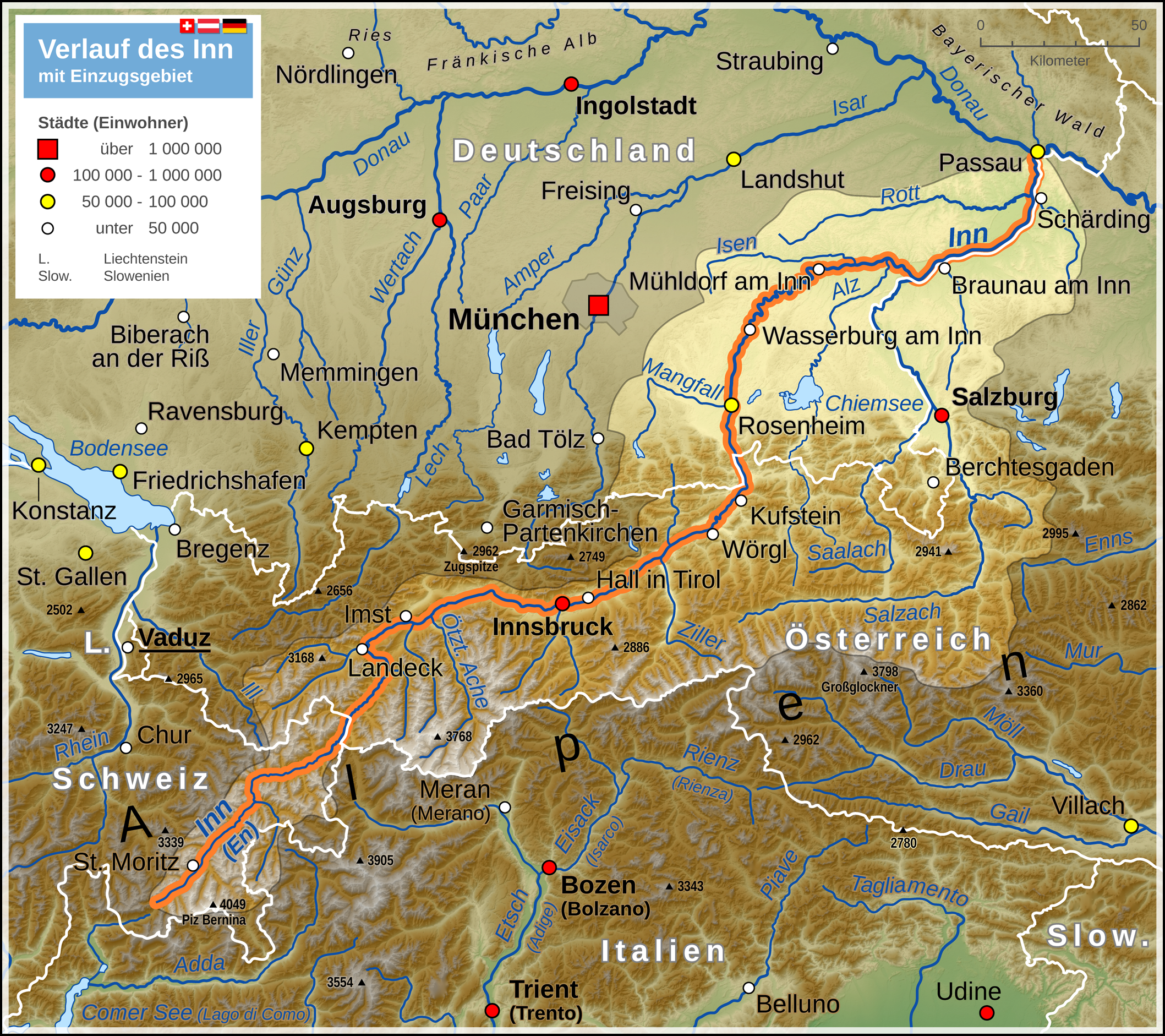
Het verloop van de Inn

De Inn (Latijn: Aenus, Oudgrieks: Ainos, Reto-Romaans: En) is een rechter zijrivier van de Donau en een van de voornaamste waterafvoerwegen van de Alpen. Het dal van de rivier is van oudsher een belangrijke verkeersroute. De Inn stroomt door drie landen: Zwitserland, Oostenrijk en Duitsland. Haar lengte is 517 km.

## Verloop van de Inn
De bron situeert zich bij de Lunghinpas op 2645 meter hoogte bij de Malojapas in het Zwitserse kanton Graubünden. Het water komt terecht in het Lunghinmeer (2484 m), dat als het beginpunt wordt beschouwd (alhoewel tot het Meer van St.Moritz de rivier Sela wordt genoemd in plaats van Inn). Dit gebied is de waterscheiding tussen de Noordzee, de Zwarte Zee en de Adriatische Zee. Het Innwater komt uiteindelijk in de Zwarte Zee terecht.
De bovenloop van de Inn verloopt door het Engadin, een dal dat aanvankelijk breed en relatief dichtbevolkt is (Oberengadin, met de mondaine toeristenplaats St. Moritz). Voorbij St. Moritz ligt Samedan, waar de Flaz in de Inn stroomt: deze rivier komt van de Berninapas en voert meer water aan dan de Inn zelf.
Voorbij Zernez begint het Unterengadin, dat kloofachtiger en dunbevolkter is. De bewoners van het Engadin zijn gedeeltelijk nog Reto-Romaanstalig, vooral in dit gedeelte.
Bij de Finstermünzpas passeert de Inn de grens met de Oostenrijkse deelstaat Tirol. Hier bevindt zich de Innschlucht. Het gedeelte tot Landeck heet in de Oostenrijkse volksmond Oberes Gericht.
Bij Landeck (monding van de Sanna) buigt de Inn af naar het oosten richting Imst en ontvangt water van enkele zijrivieren, waaronder de Ötz. Daarna gaat de Inn langs Telfs dat ligt aan de voet van de Hohe Munde. Dan volgen de Tiroolse hoofdstad Innsbruck, de grootste stad aan de Inn, het zoutstadje Hall in Tirol en het zilverstadje Schwaz. De Inn neemt de Ziller op en daarna gaat de bovenloop van de Inn over in de benedenloop en wordt het dal breder. Na Kufstein verlaat de Inn Oostenrijk en komt zij op Duits grondgebied (Beieren).
Bij de stad Rosenheim verlaat de rivier de Alpen. Tussen Haiming (Duitsland) en Braunau (Oostenrijk) neemt de Inn de Salzach op, haar grootste zijrivier. Vanaf hier vormt de Inn de Duits-Oostenrijkse grens. Op dit traject liggen verschillende stuwdammen: in totaal zijn er meer dan 20 waterkrachtcentrales aan de rivier gelegen. Bij de driestromenstad Passau mondt de Inn uit in de Donau. De Inn draagt meer water bij aan het vervolg van de Donau dan de Donau zelf (zoals de Inn zelf helemaal aan het begin was overtroefd door de Flaz). Het water dat vanaf de oorsprong door de Inn stroomt, heeft, voordat het de Zwarte Zee bereikt, negen landen doorkruist. Dit geldt voor geen enkele andere rivier in Europa.
De Inn biedt, vooral in de bovenloop, allerlei mogelijkheden voor watersporten als wildwatervaren en rafting en op de meren in Oberengadin (Silser Meer, Silvaplaner Meer en Meer van St. Moritz) ook voor windsurfen.
In de bovenloop van de Inn, van het Zwitserse deel tot aan Landeck in Tirol, bevinden zich meerdere waterkrachtcentrales. De trapsgewijs aangebrachte stuwen in de onderloop vanaf Kufstein zijn aangebracht zowel voor energiewinning als voor regeling van het waterpeil.
De Inn is het hele jaar bevaarbaar vanaf de uitmonding in de Donau tot aan Kufstein. Het bevaren van het gedeelte tussen Kufstein en Innsbruck is seizoensafhankelijk. In het Duitse Rosenheim is een museum over de geschiedenis van de Inn en de bevaring ervan te vinden.

## Foto's

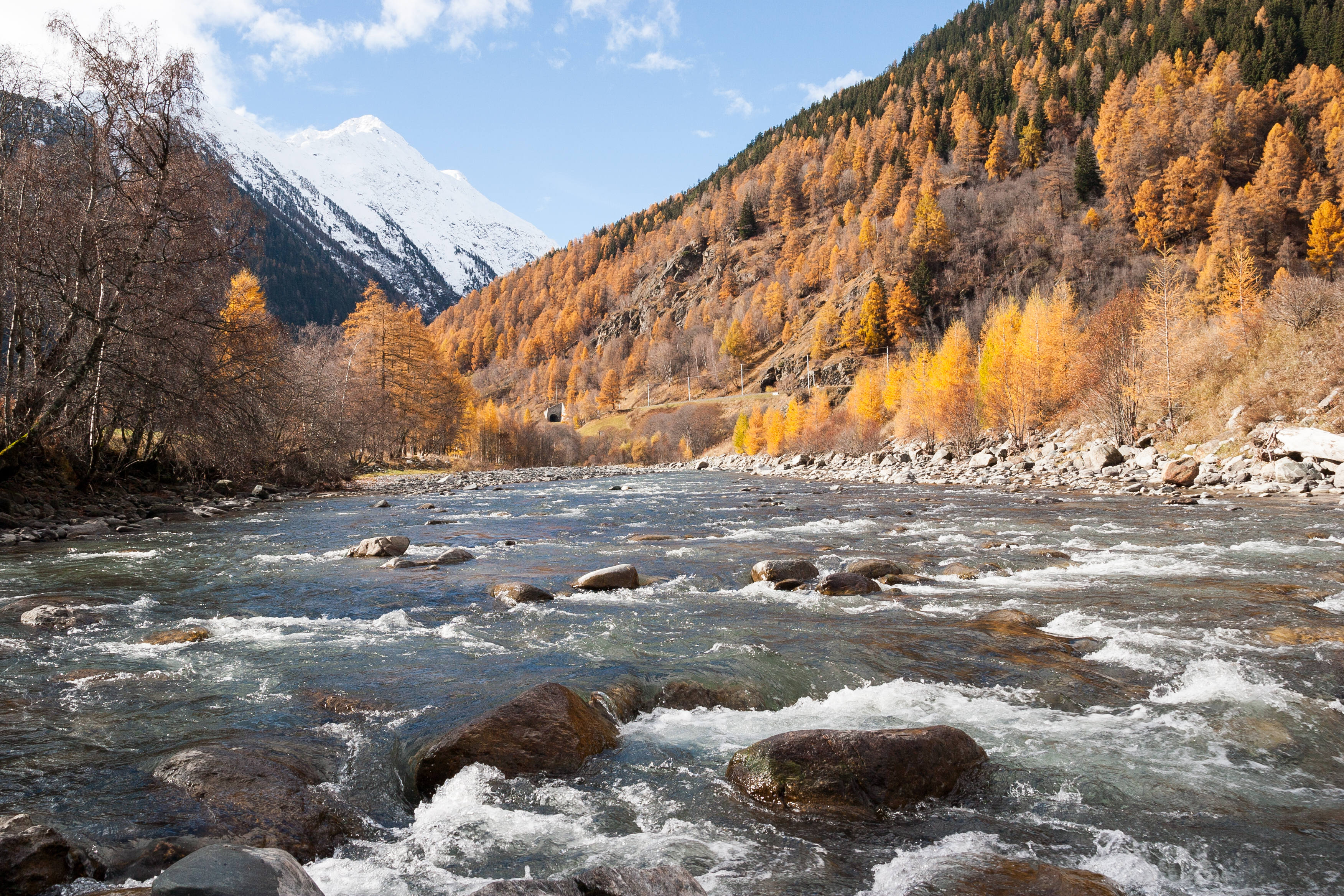
Inn tussen Susch en Lavin, Neder-Engadina
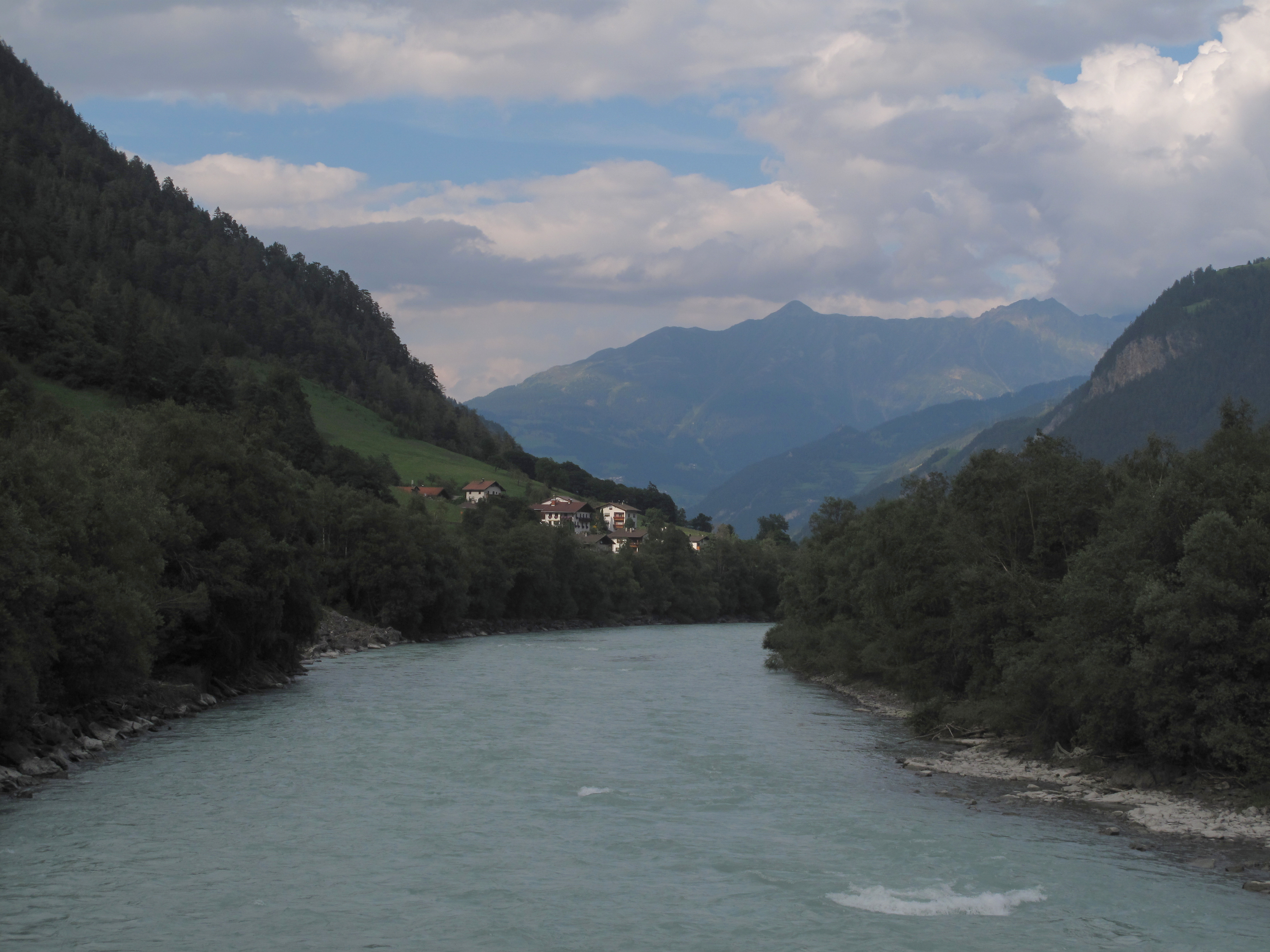
de Inn tussen Stein en Pfunds
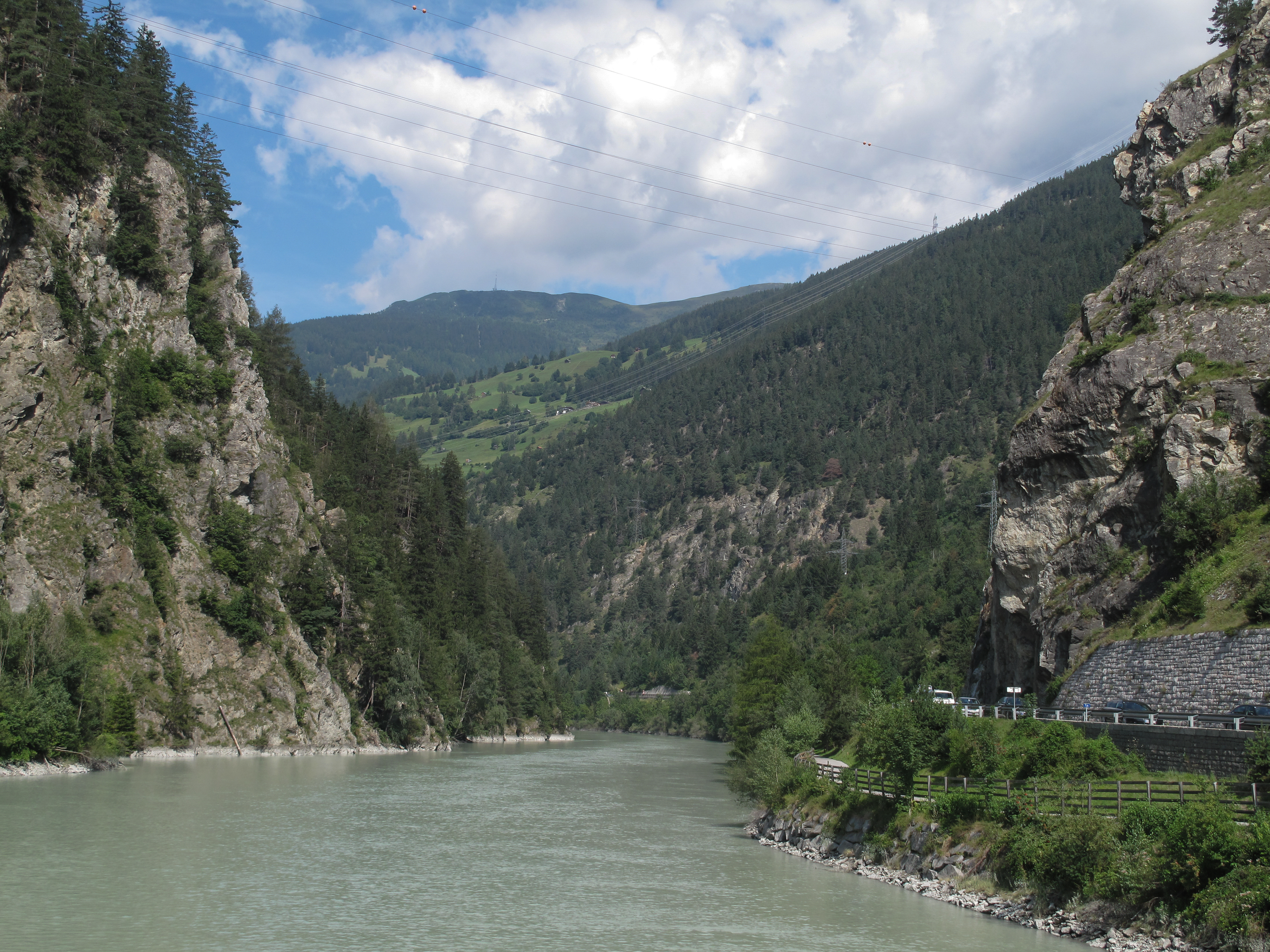
de Inn tussen Aussengufer en Fliess
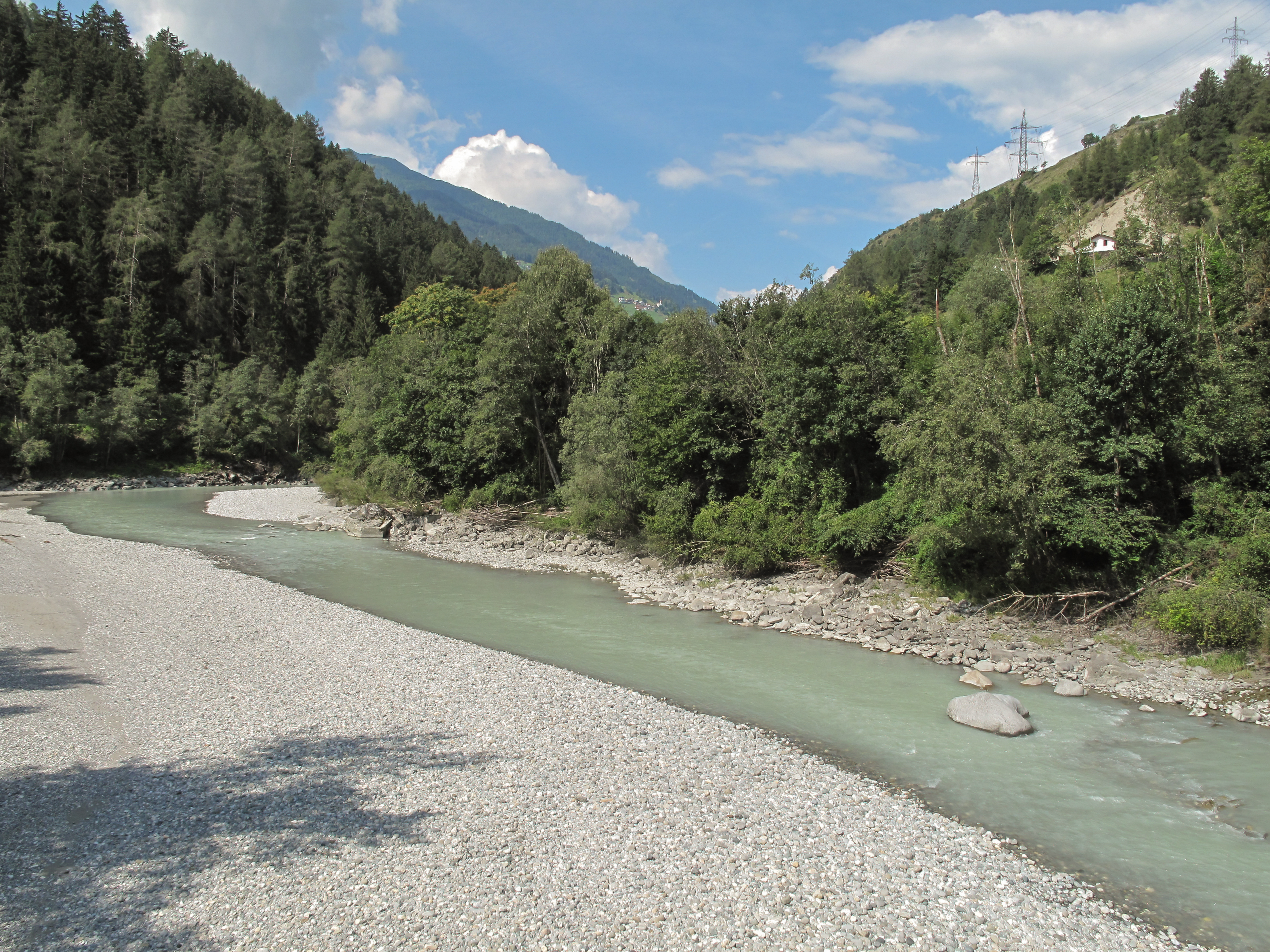
de Inn tussen Nesselgarten en Prutz
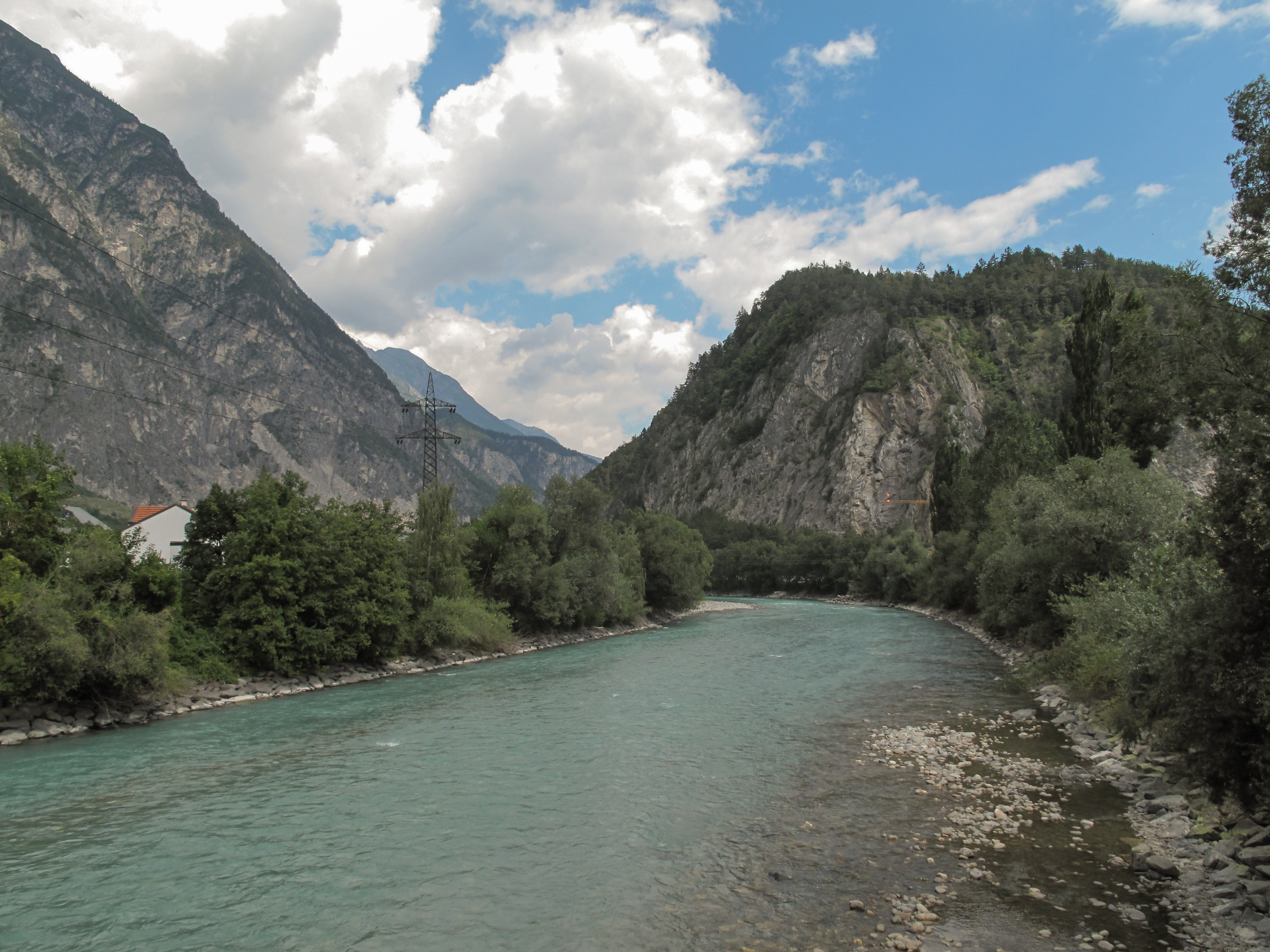
de Inn bij Landeck
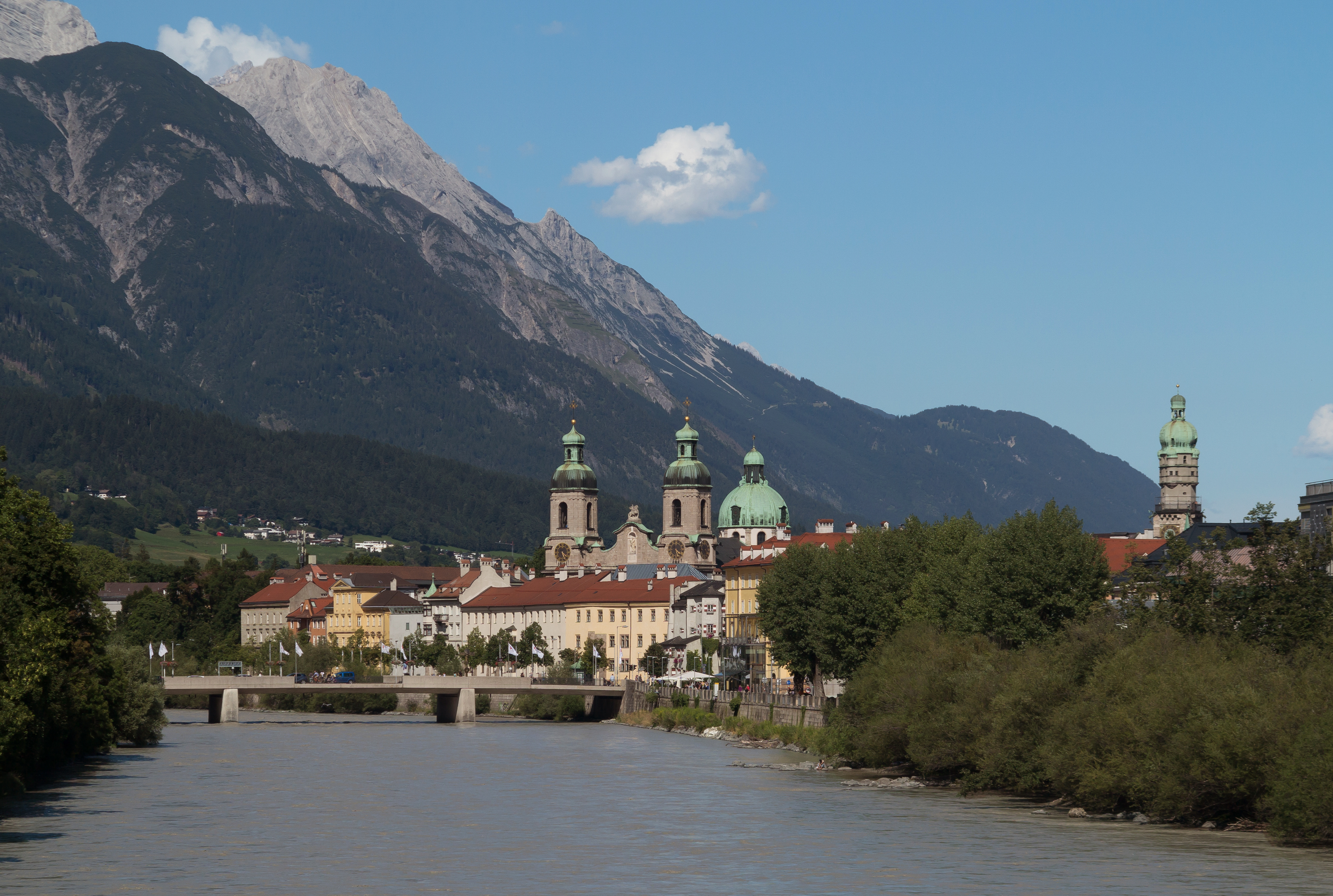
de Inn door Innsbruck
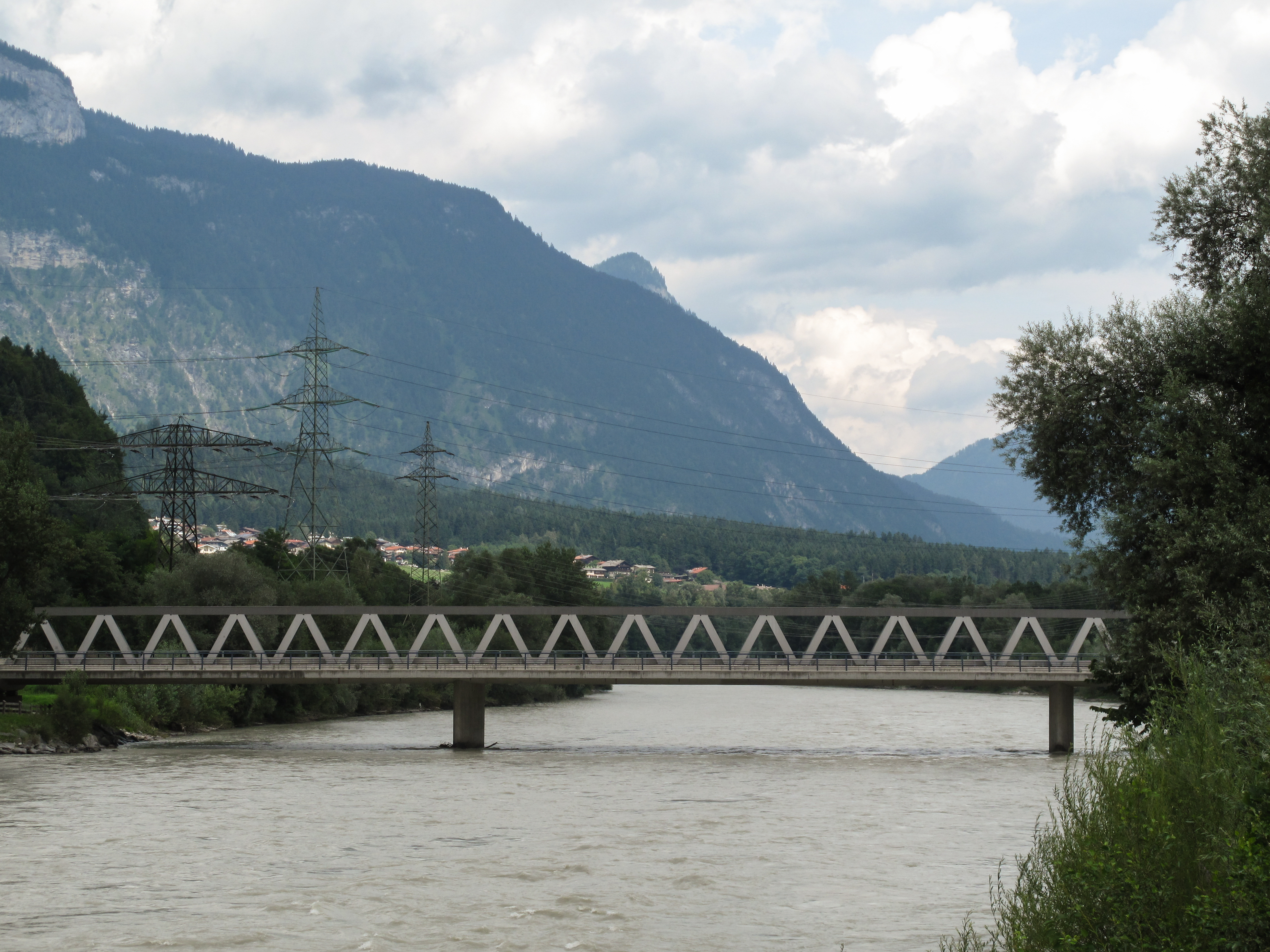
brug over de Inn bij Rotholz (Schwaz)
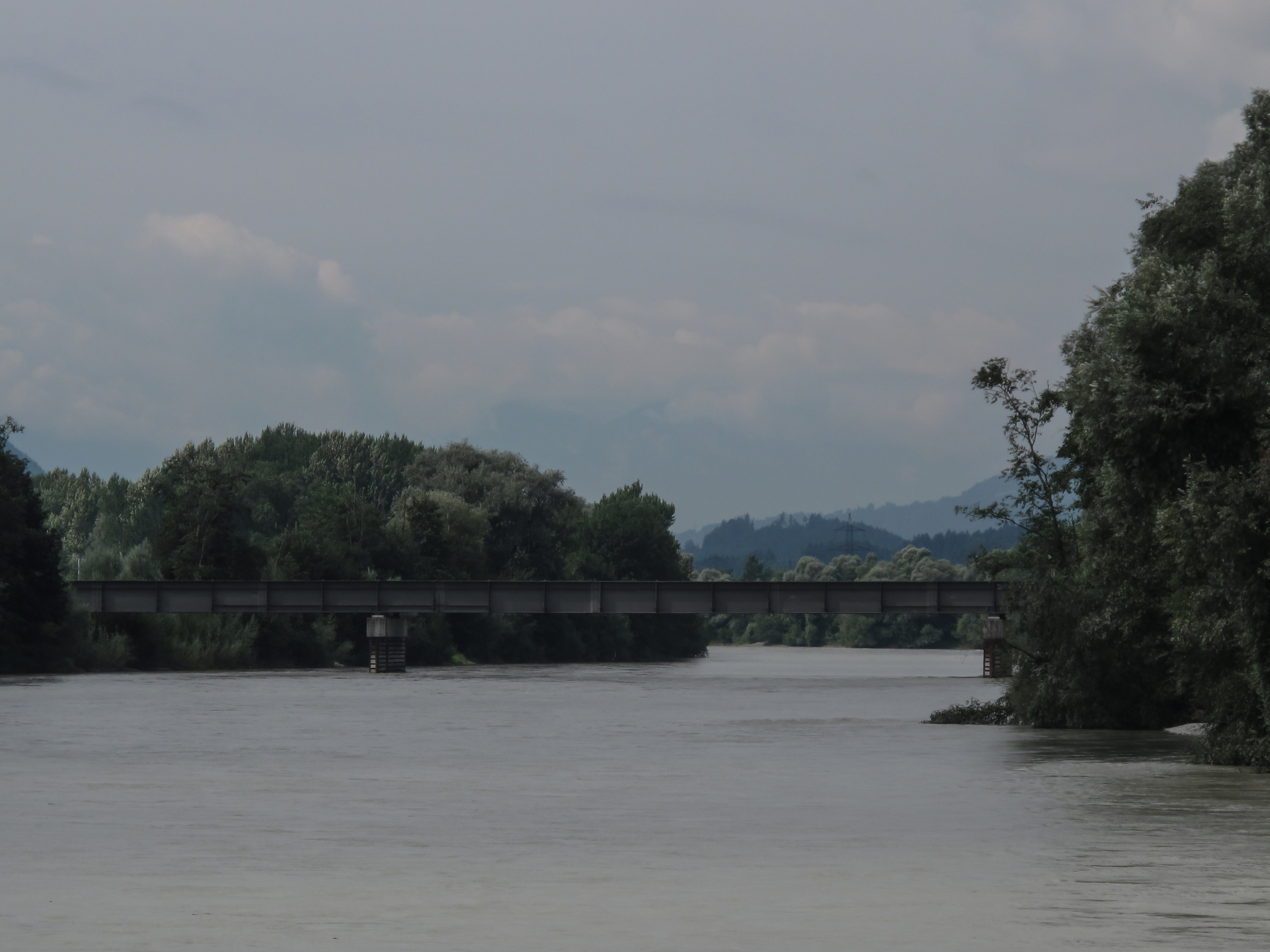
de Inn bij Brixlegg
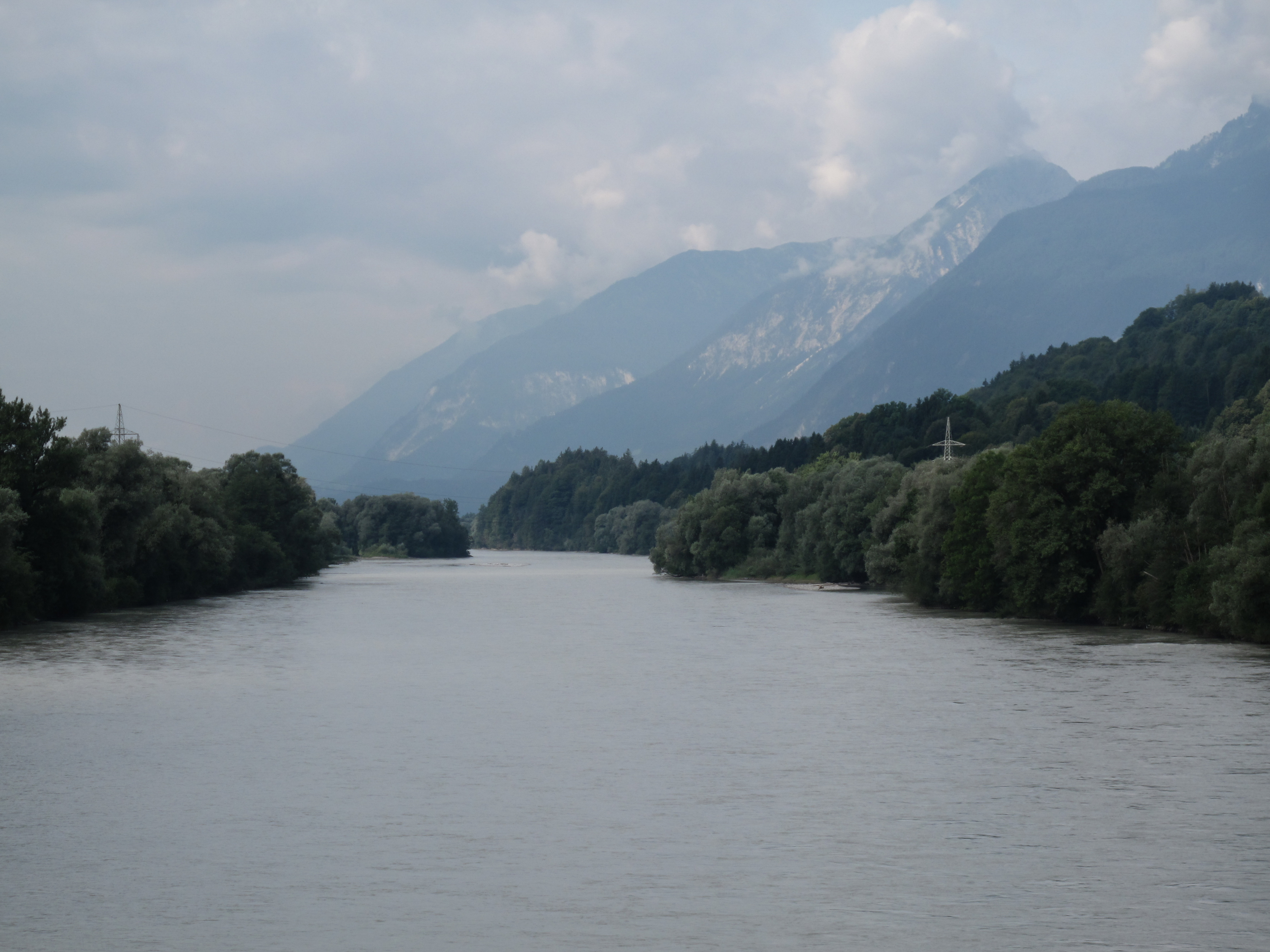
de Inn bij Kundl
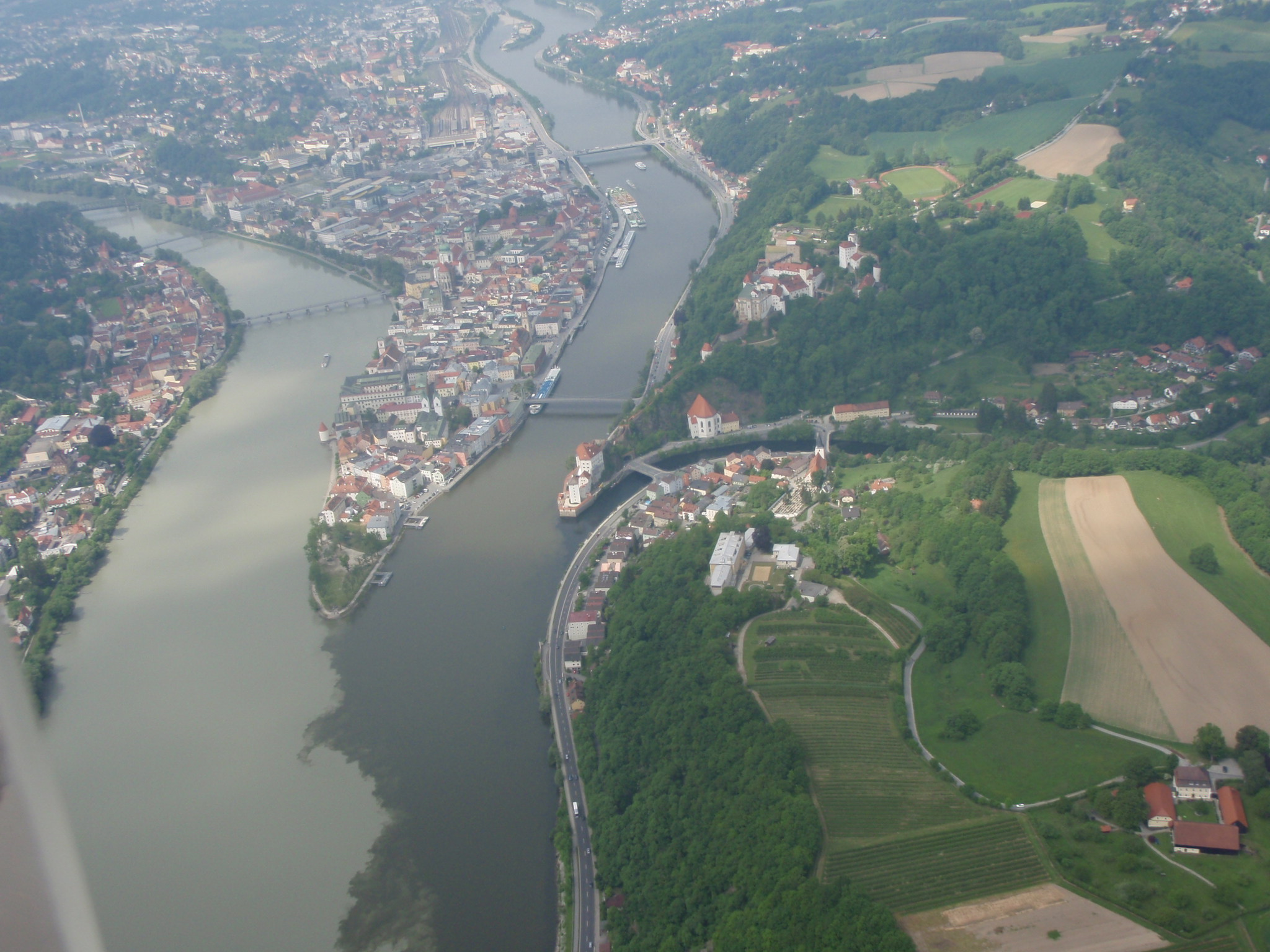
Samenvloeien van Inn en Donau bij Passau

## Belangrijke plaatsen langs de Inn
- Zwitserland: St. Moritz
- Oostenrijk: Landeck, Imst, Telfs, Innsbruck, Hall in Tirol, Schwaz, Rattenberg, Wörgl, Kufstein
- Duitsland: Rosenheim, Wasserburg am Inn, Mühldorf am Inn, Neuötting, Marktl am Inn, Simbach am Inn
- Grens Oostenrijk/Duitsland: Braunau am Inn (Oostenrijk), Schärding (Oostenrijk), Passau (Duitsland)

## Zijrivieren
- Rechterzijrivieren: Salzach, Alz, Murn, Sims, Rohrdorfer Ache, Kelchsauer Ache, Weißache, Kaiserbach, Wildschönauer Ache, Alpbach, Ziller, Sill, Melach, Ötztaler Ache, Pitzbach, Faggenbach
- Linkerzijrivieren: Mangfall, Brandenberger Ache, Gurglbach, Sanna, Isen

- Gemeinsame Normdatei: 4027046-4
- Historisch woordenboek van Zwitserland: 008089
- Library of Congress Control Number: sh89006039
- Nationale Bibliotheek van Tsjechië: ge369109
- Nationale Bibliotheek van Israël: 987007536954005171
- Virtual International Authority File: 235899524
- WorldCat: E39PBJh4xy6cTDDRTq6YFFY3wC